# Esseni egyházmegye
Az Esseni egyházmegye (latinul: Dioecesis Essendiensis, németül: Bistum Essen) egy római katolikus egyházmegye, a németországi Ruhr-vidéken. Területét tekintve az ország legkisebb egyházmegyéje, ennek ellenére közel 800.000 hívő él benne. Németországban gyakran emlegetik Ruhrbistum néven is.
Az egyházmegye a kölni érsek alá tartozik, jelenlegi püspöke Franz-Josef Overbeck. Székesegyháza az egykori esseni női kolostor temploma, a Szent Kozma és Damján- és Szűz Mária-katedrális.

## Története

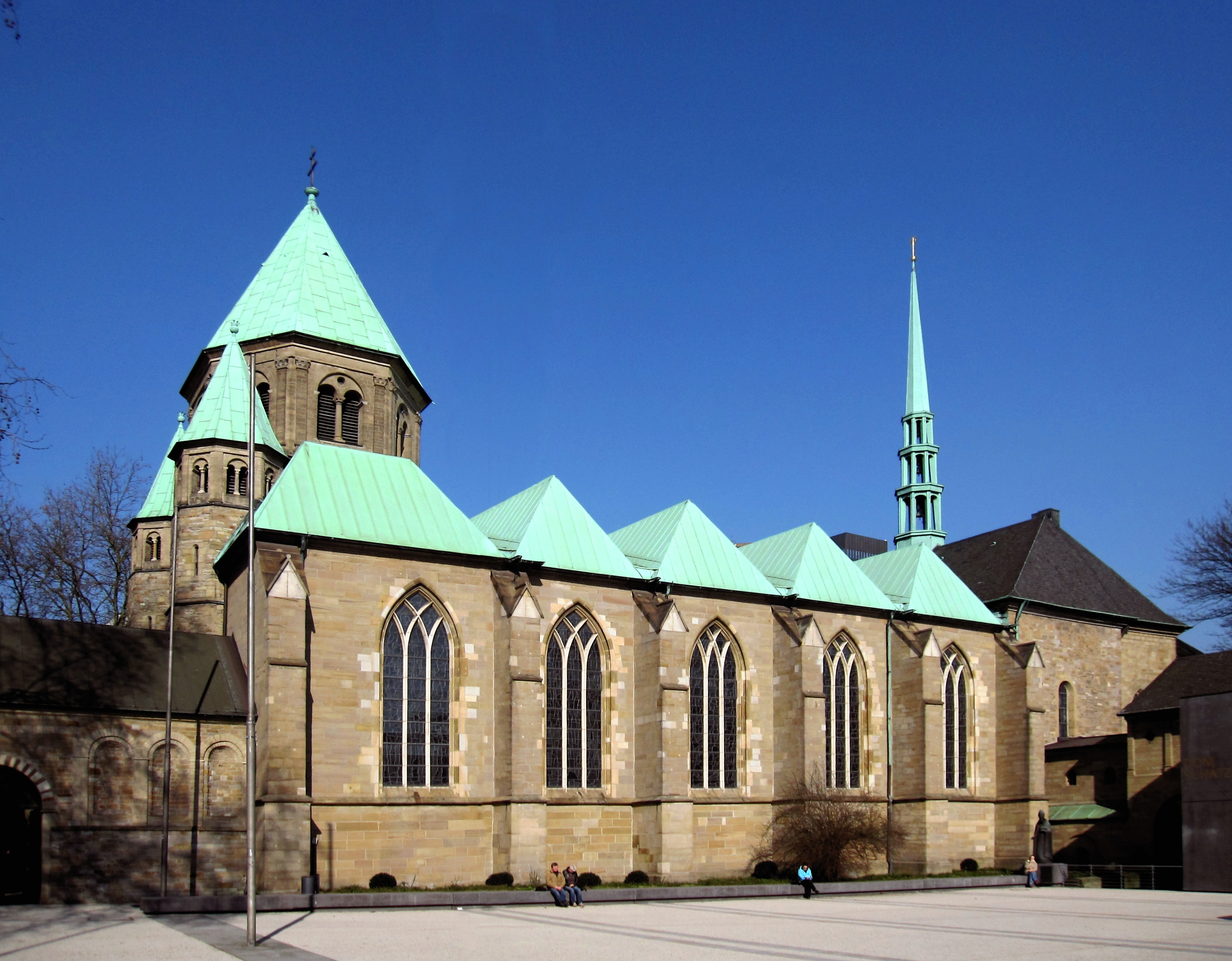
Az esseni kolostor

Az Esseni egyházmegye Németország legújabb egyházmegyéi közé sorolható, alapítása csak a 20. század közepén történt. Már az 1929-es porosz konkordátum előkészítésekor is felmerült az igény arra, hogy Ruhr-vidék nagyvárosai saját egyházmegyét kapjanak, ekkor azonban ezt még elvetették. Végül 1951-ben kezdte meg a tárgyalásokat az új püspökségről Észak-Rajna-Vesztfália kormányzata az Apostoli Szentszékkel. Öt év elteltével sikerült mindenben megállapodniuk, s így 1957. február 23-án XII. Piusz pápa Germanicae gentis kezdetű bullájával megalapította az Esseni egyházmegyét. Székesegyháza az egykori esseni kolostor temploma lett, melyet Szent Altfrid hildesheimi püspök alapított a 9. században főnemesi származású nők számára. Az új egyházmegye a sűrűn lakott ruhr-vidéki nagyvárosokat foglalta magába, s így annak ellenére hogy az ország legkisebb püspöksége lett, összesen több mint 1,3 millió hivő került hozzá a Kölni és a Paderborni főegyházmegye illetve a Münsteri egyházmegye területéről. Első püspökét, Franz Hengsbach paderborni segédpüspököt 1958. január 1-én iktatták be új hivatalába. Hengsbach 33 évan át volt a város püspöke, 1988-ban II. János Pál pápa bíborossá kreálta. 2009 óta Essen jelenlegi püspöke Franz-Josef Overbeck.

## Egyházszervezet
Az egyházmegye a Ruhr-vidék nagyvárosait foglalja magába Dortmund kivételével. Területe nem éri el a 2000 km²-t, teljes lakosság azonban közel 2,5 millió fő. A lakosság nagy része 8 nagyobb városban (Essen, Duisburg, Bochum, Gelsenkirchen, Oberhausen, Mülheim an der Ruhr, Bottrop, Gladbeck) él, ezek közül Essen és Duisburg fél millió lakossal rendelkezik. Az egyházmegye 10 espereskerületre oszlik, a nyolc városi mellett van két vidéki is (Altena-Lüdenscheid és Hattingen-Schwelm). 42 plébánia működik, köztük Németország legnépesebbje is (Gelsenkirchen-Buer) több mint 40.000 hívővel.

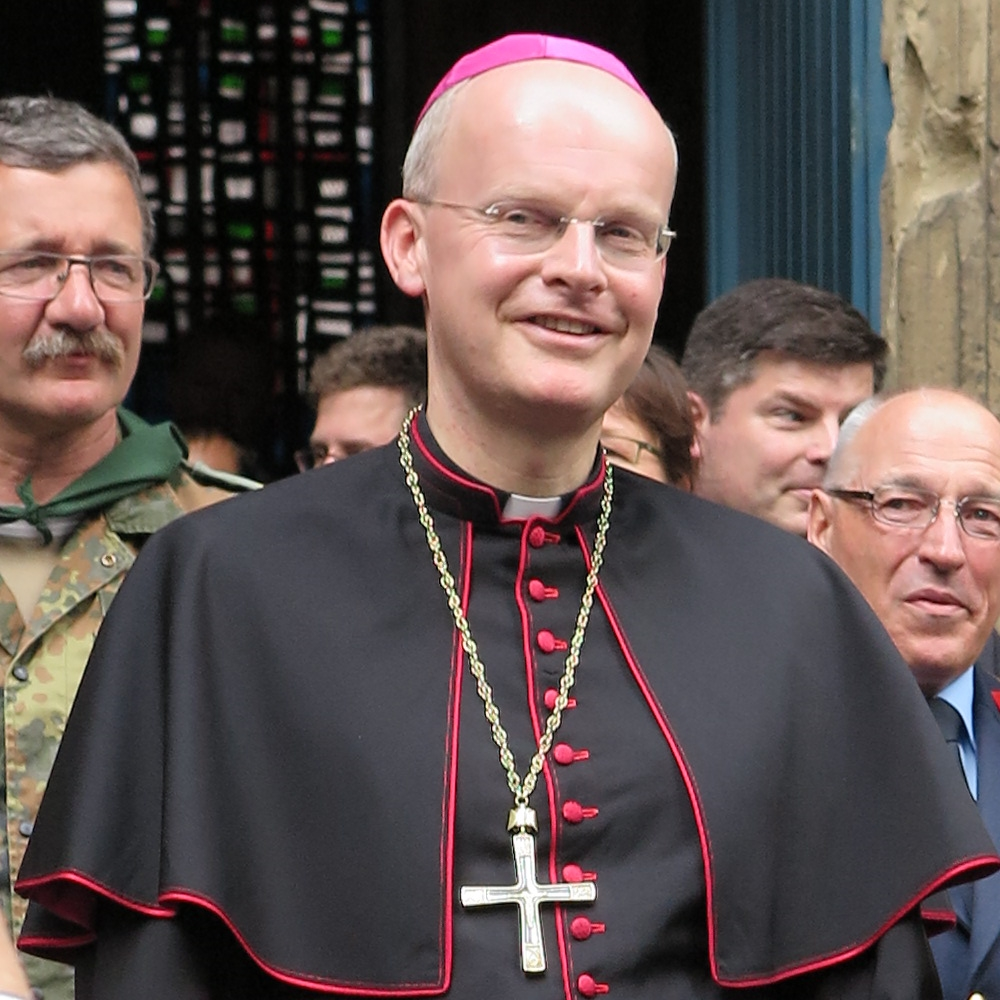
Hans-Josef Overbeck

## Az egyházmegye püspökei
- Franz Hengsbach, bíboros, német tábori püspök (1958–1991)
- Hubert Luthe (1992–2002)
- Felix Genn (2003–2009)
- Franz-Josef Overbeck, német tábori püspök (2009– )

## Szomszédos egyházmegyék
- Aacheni egyházmegye (délnyugat)
- Münsteri egyházmegye (észak)
- Paderborni főegyházmegye (kelet)
- Kölni főegyházmegye (dél)